# Євгенія Йоркська
Принцеса Юджинія Вікторія Єлена Йоркська (англ. Princess Eugenie Victoria Helena of York, 23 березня 1990, Лондон) — британська аристократка, представниця королівської родини. Є молодшою дочкою Ендрю, герцога Йоркського, другого сина королеви Єлизавети II, і Сари, герцогині Йоркської. Також вона є десятою, і третьою жінкою після принцеси Шарлотти та своєї сестри Беатріс, в лінії успадкування.

## Біографія
Принцеса Юджинія (Євгенія) народилась 23 березня 1990 року в Портлендському шпиталі Вест-Енда в Лондоні. Вона стала другою донькою Ендрю, герцога Йоркського, та Сари Ферґюсон, а також шостою з онуків королеви Єлизавети II та Філіпа Едінбурзького. За два роки перед цим на світ з'явилась її старша сестра Беатріс. 
За тиждень новонароджену вперше побачила громадськість при виході з матір'ю із лікарні. 23 грудня 1990 року єпископ Норвіча охрестив Юджинію у церкві святої Марії Магдалини в Сандрінґхемі. Хрещеними батьками дівчинки виступили: Джеймс Огілві (троюрідний брат батька), капітан Аластер Росс (колишній капітан корабля, на якому служив батько), місіс Рональд Ферґюсон (друга дружина діда з материнського боку), місіс Патрік Додд-Нобль (подруга батьків) та міс Луїза Блейкер (шкільна подруга матері).
Принцеса отримала ім'я Євгенія Вікторія Олена на честь Вікторії Євгенії Баттенберг та Олени Великобританської, доньки королеви Вікторії. Ці хрестини стали першим публічним хрещенням у королівській родині.

У 1992 році батьки розійшлися. Євгенії тоді було лише два роки.

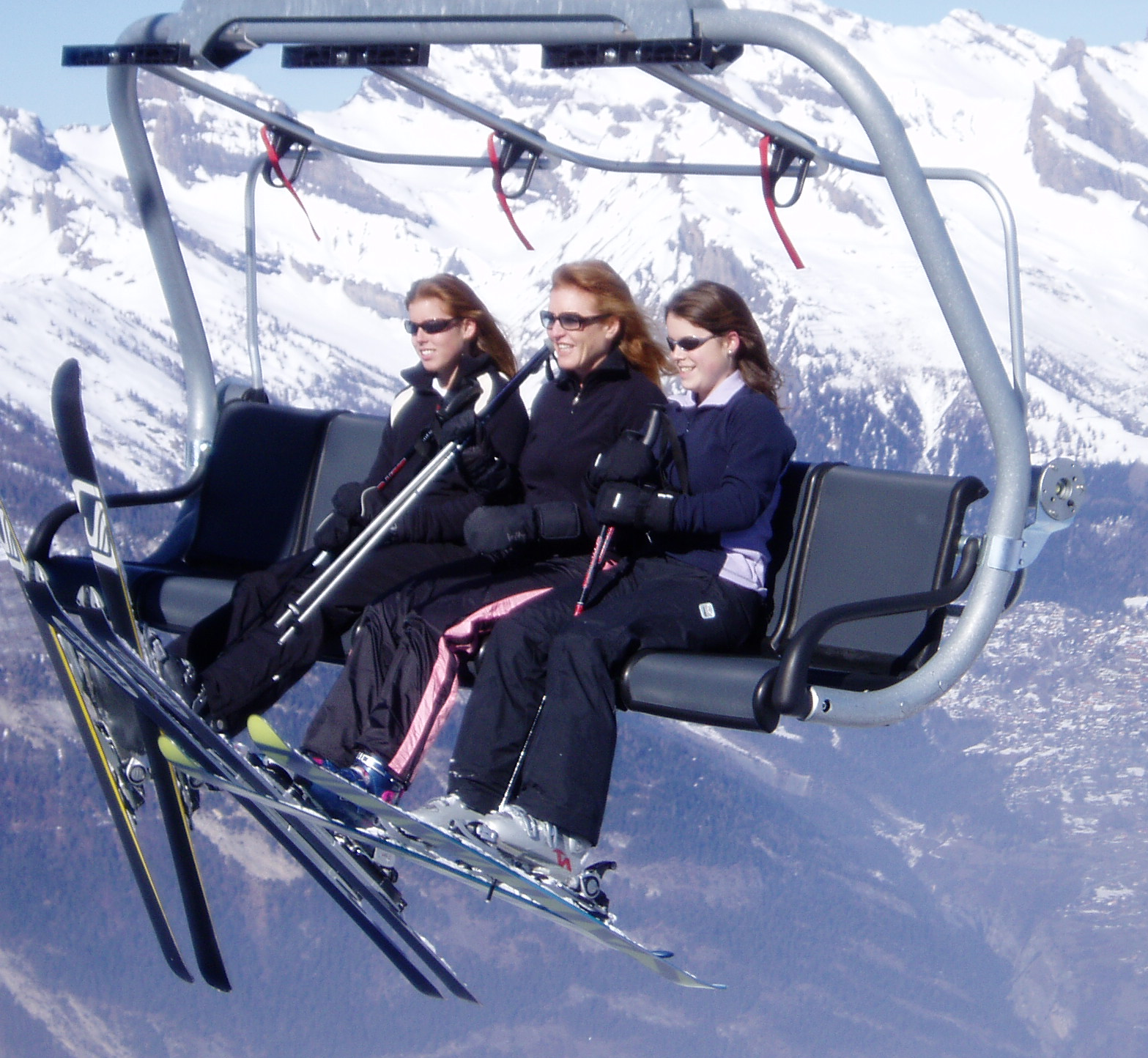
Євгенія з матір'ю та сестрою взимку 2004

З 1992 до 1993 року дівчинка займалася за системою Монтессорі, а потім приєдналася до старшої сестри у Upton House School у Віндзорі, де і перебувала до 1995 року. Відтоді вона відвідувала Coworth Park School.
У 1996 році батьки оформили офіційне розлучення. Розрив був мирним, Ендрю та Сара погодились на сумісну опіку над доньками.
У 2001 році закінчила навчання у Coworth Park School і перейшла до школи Святого Георгія у Віндзорі, де займалася наступні два роки. Під час навчання в школі жила разом із батьком у Роял Лодж на території Віндзорського замку. Матір в цей час мешкала у сусідній будівлі.
Коли Євгенії було 12 років, вона перенесла 7-годинне оперативне втручання в області спини в Королівській національній ортопедичній лікарні, щоб попередити подальше викривлення хребта. Операція пройшла успішно, і подальша корекція не знадобиться.
Впродовж 2003–2008 років принцеса вивчала мистецтво та англійську літературу в коледжі Мальборо у Вілтширі. Батьки, після закінчення нею навчання, висловили захоплення досягненнями доньки та її невтомною працею.

До 18-річчя принцеси журнал «Tatler» опублікував на обкладинці її перше офіційне фото. Образ Євгенії на фотосесії підкреслював її захоплення стилем Одрі Гепберн.

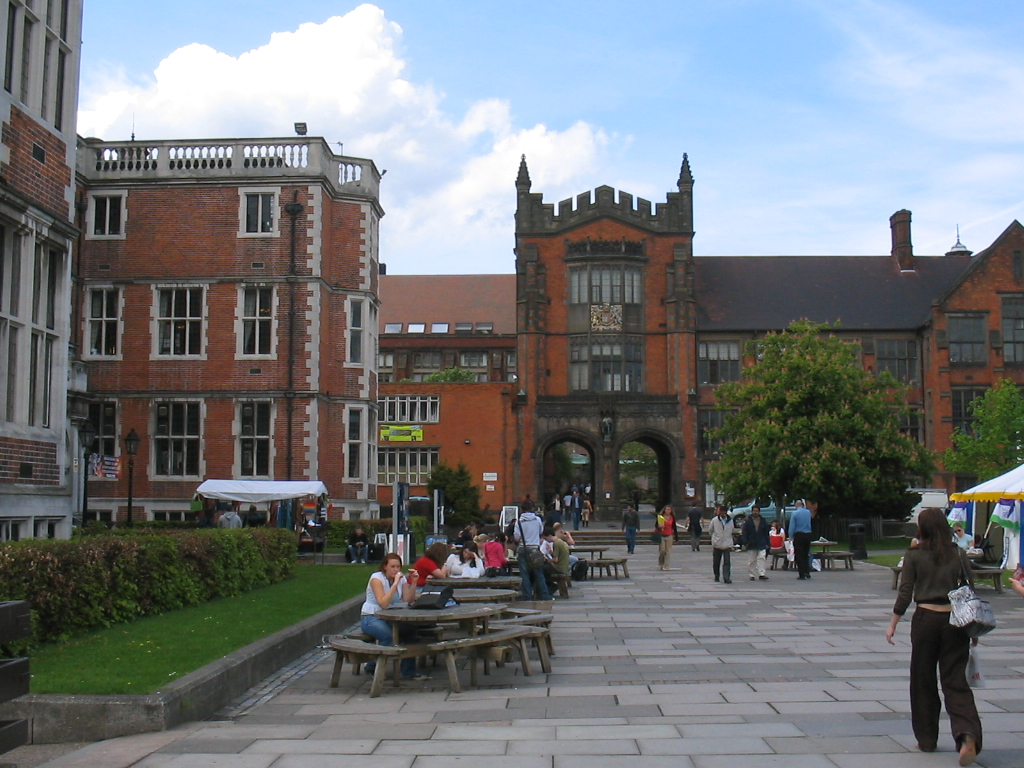
Ньюкаслський університет

Перед вступом до університету Євгенія взяла річну академічну відпустку, протягом якої відвідала Австралію, Індію, Китай, Таїланд, Камбоджу, Південну Африку. Під час терористичного акту в Бомбеї 26–29 листопада перебувала в країні, але не постраждала.
Після повернення продовжила своє навчання у Ньюкаслському університеті. Принцеса висловила побажання проживати у гуртожитку. З вересня 2009 року вона вивчала історію мистецтв, англійську літературу та політику. Влітку 2010 року проходила стажування на торгах «Christie's».
Внаслідок навчання її громадські обов'язки були обмежені. Разом із матір'ю періодично відвідувала благодійницькі заходи, наприклад, організації по допомозі дітям, хворим на рак. Однією з перших офіційних зустрічей стали відвідини Королівської національної ортопедичної лікарні разом із батьком 2 червня 2011 року. 
12 жовтня 2018 року вийшла заміж за Джека Бруксбенка.
Перший син пари, Оґест Філіп Гоук Бруксбенк, народився 9 лютого 2021 року в Портлендській лікарні в Лондоні. 
Другий син пари, Ернест Джордж Ронні Бруксбенк, народився 30 травня 2023 року.

## Особистість
Принц Ендрю висловлюється про молодшу доньку як «безперечного лідера та індивідуалістку». Сара додає, що вона «розумна, спокійна та чиста серцем». Євгенія про себе каже, що «скоріше працьовита, ніж розумна». Про батьків: «Вони — найкраща розлучена пара. І завжди знаходили спосіб довести, що нас люблять і захищають». Близько товаришує із Беатріс: «Як і всі сестри, ми балакаємо про дрібнички, але дуже любимо одна одну». Євгенія також у захваті від бабусі, називаючи її Supergran та Granny: «Вона — одна з найдивовижніших жінок і дуже мудра».
Ще у коледжі Мальборо Євгенія мала багато шанувальників. У 2009–2010 роках принцеса шість місяців зустрічалася із 24-річним гравцем у поло Отто Броквеєм, небожем мільярдера Річарда Бренсона, засновника Virgin Group. Вони познайомилися завдяки близькій подрузі принцеси, Елізі Пірсон, у колі друзів Пірсонів у Сассекському клубі поло. Отто теж працював у сімейній компанії. За словами преси, пара поділяла любов до танців та вечірок. Відносини припинилися, коли принцеса повернулася до навчання в університеті, а Отто мав наміри подорожувати.
Наступним бойфрендом Євгенії став Джек Бруксбенк, старший від неї на три роки. Хлопець працював барменом у Центральному Лондоні. За словами друзів, пара познайомилася на святкуванні 50-річчя принца Ендрю у швейцарському курорті Вербьє, де Джек в той час відпочивав з друзями. Разом вони вперше були помічені у травні 2010 року на виході одного з нічних клубів Лондона. Влітку 2010 року принцеса взяла Джека на родинний відпочинок на півдні Франції, де познайомила із матір'ю та сестрою. У січні 2012 року вони разом відпочивали на острові Мюстік у Карибському басейні.
У вільний час Євгенія любить грати в комп'ютерні ігри та займатися фотографією. Має особисті сторінки на My Space та Facebook. У музиці віддає перевагу інді-року, особливо «Death Cab for Cutie», а також «Stereophonics». Любить футбол, теніс, лижі, а також фіолетовий колір.Має норфолкського тер'єра Джека. В їжі їй подобаються хот-доги, кукурудза та пончики. Улюблені теле-шоу: «Загублені» та «Відчайдушні домогосподарки».

## Генеалогія
| Андрій Грецький | Андрій Грецький | Андрій Грецький | Андрій Грецький | Андрій Грецький | Андрій Грецький |                |                | Аліса Баттенберг | Аліса Баттенберг | Аліса Баттенберг | Аліса Баттенберг | Аліса Баттенберг | Аліса Баттенберг |                 |                 | Георг VI        | Георг VI        | Георг VI | Георг VI | Георг VI     | Георг VI     |              |              | Єлизавета Боуз-Лайон | Єлизавета Боуз-Лайон | Єлизавета Боуз-Лайон | Єлизавета Боуз-Лайон | Єлизавета Боуз-Лайон | Єлизавета Боуз-Лайон |  |  | Ендрю Ферґюсон | Ендрю Ферґюсон | Ендрю Ферґюсон | Ендрю Ферґюсон | Ендрю Ферґюсон   | Ендрю Ферґюсон   |                  |                  | Меріан Монтаґю Дуглас Скотт | Меріан Монтаґю Дуглас Скотт | Меріан Монтаґю Дуглас Скотт | Меріан Монтаґю Дуглас Скотт | Меріан Монтаґю Дуглас Скотт | Меріан Монтаґю Дуглас Скотт |               |               | Фіцгерберт Райт | Фіцгерберт Райт | Фіцгерберт Райт | Фіцгерберт Райт | Фіцгерберт Райт | Фіцгерберт Райт |            |            | Дорін Вінґфілд | Дорін Вінґфілд | Дорін Вінґфілд | Дорін Вінґфілд | Дорін Вінґфілд | Дорін Вінґфілд |  |  |
| Андрій Грецький | Андрій Грецький | Андрій Грецький | Андрій Грецький | Андрій Грецький | Андрій Грецький |                |                | Аліса Баттенберг | Аліса Баттенберг | Аліса Баттенберг | Аліса Баттенберг | Аліса Баттенберг | Аліса Баттенберг |                 |                 | Георг VI        | Георг VI        | Георг VI | Георг VI | Георг VI     | Георг VI     |              |              | Єлизавета Боуз-Лайон | Єлизавета Боуз-Лайон | Єлизавета Боуз-Лайон | Єлизавета Боуз-Лайон | Єлизавета Боуз-Лайон | Єлизавета Боуз-Лайон |  |  | Ендрю Ферґюсон | Ендрю Ферґюсон | Ендрю Ферґюсон | Ендрю Ферґюсон | Ендрю Ферґюсон   | Ендрю Ферґюсон   |                  |                  | Меріан Монтаґю Дуглас Скотт | Меріан Монтаґю Дуглас Скотт | Меріан Монтаґю Дуглас Скотт | Меріан Монтаґю Дуглас Скотт | Меріан Монтаґю Дуглас Скотт | Меріан Монтаґю Дуглас Скотт |               |               | Фіцгерберт Райт | Фіцгерберт Райт | Фіцгерберт Райт | Фіцгерберт Райт | Фіцгерберт Райт | Фіцгерберт Райт |            |            | Дорін Вінґфілд | Дорін Вінґфілд | Дорін Вінґфілд | Дорін Вінґфілд | Дорін Вінґфілд | Дорін Вінґфілд |  |  |
|                 |                 |                 |                 |                 |                 |                |                |                  |                  |                  |                  |                  |                  |                 |                 |                 |                 |          |          |              |              |              |              |                      |                      |                      |                      |                      |                      |  |  |                |                |                |                |                  |                  |                  |                  |                             |                             |                             |                             |                             |                             |               |               |                 |                 |                 |                 |                 |                 |            |            |                |                |                |                |                |                |  |  |
|                 |                 |                 |                 | Філіп Грецький  | Філіп Грецький  | Філіп Грецький | Філіп Грецький | Філіп Грецький   | Філіп Грецький   |                  |                  |                  |                  |                 |                 |                 |                 |          |          | Єлизавета II | Єлизавета II | Єлизавета II | Єлизавета II | Єлизавета II         | Єлизавета II         |                      |                      |                      |                      |  |  |                |                |                |                | Рональд Ферґюсон | Рональд Ферґюсон | Рональд Ферґюсон | Рональд Ферґюсон | Рональд Ферґюсон            | Рональд Ферґюсон            |                             |                             |                             |                             |               |               |                 |                 |                 |                 | Сюзан Райт      | Сюзан Райт      | Сюзан Райт | Сюзан Райт | Сюзан Райт     | Сюзан Райт     |                |                |                |                |  |  |
|                 |                 |                 |                 | Філіп Грецький  | Філіп Грецький  | Філіп Грецький | Філіп Грецький | Філіп Грецький   | Філіп Грецький   |                  |                  |                  |                  |                 |                 |                 |                 |          |          | Єлизавета II | Єлизавета II | Єлизавета II | Єлизавета II | Єлизавета II         | Єлизавета II         |                      |                      |                      |                      |  |  |                |                |                |                | Рональд Ферґюсон | Рональд Ферґюсон | Рональд Ферґюсон | Рональд Ферґюсон | Рональд Ферґюсон            | Рональд Ферґюсон            |                             |                             |                             |                             |               |               |                 |                 |                 |                 | Сюзан Райт      | Сюзан Райт      | Сюзан Райт | Сюзан Райт | Сюзан Райт     | Сюзан Райт     |                |                |                |                |  |  |
|                 |                 |                 |                 |                 |                 |                |                |                  |                  |                  |                  |                  |                  |                 |                 |                 |                 |          |          |              |              |              |              |                      |                      |                      |                      |                      |                      |  |  |                |                |                |                |                  |                  |                  |                  |                             |                             |                             |                             |                             |                             |               |               |                 |                 |                 |                 |                 |                 |            |            |                |                |                |                |                |                |  |  |
|                 |                 |                 |                 |                 |                 |                |                |                  |                  |                  |                  | Ендрю Йоркський  | Ендрю Йоркський  | Ендрю Йоркський | Ендрю Йоркський | Ендрю Йоркський | Ендрю Йоркський |          |          |              |              |              |              |                      |                      |                      |                      |                      |                      |  |  |                |                |                |                |                  |                  |                  |                  |                             |                             |                             |                             | Сара Ферґюсон               | Сара Ферґюсон               | Сара Ферґюсон | Сара Ферґюсон | Сара Ферґюсон   | Сара Ферґюсон   |                 |                 |                 |                 |            |            |                |                |                |                |                |                |  |  |
|                 |                 |                 |                 |                 |                 |                |                |                  |                  |                  |                  | Ендрю Йоркський  | Ендрю Йоркський  | Ендрю Йоркський | Ендрю Йоркський | Ендрю Йоркський | Ендрю Йоркський |          |          |              |              |              |              |                      |                      |                      |                      |                      |                      |  |  |                |                |                |                |                  |                  |                  |                  |                             |                             |                             |                             | Сара Ферґюсон               | Сара Ферґюсон               | Сара Ферґюсон | Сара Ферґюсон | Сара Ферґюсон   | Сара Ферґюсон   |                 |                 |                 |                 |            |            |                |                |                |                |                |                |  |  |
|                 |                 |                 |                 |                 |                 |                |                |                  |                  |                  |                  |                  |                  |                 |                 |                 |                 |          |          |              |              |              |              |                      |                      |                      |                      |                      |                      |  |  |                |                |                |                |                  |                  |                  |                  |                             |                             |                             |                             |                             |                             |               |               |                 |                 |                 |                 |                 |                 |            |            |                |                |                |                |                |                |  |  |
|                 |                 |                 |                 |                 |                 |                |                |                  |                  |                  |                  |                  |                  |                 |                 |                 |                 |          |          |              |              |              |              |                      |                      |                      |                      | Євгенія              |                      |  |  |                |                |                |                |                  |                  |                  |                  |                             |                             |                             |                             |                             |                             |               |               |                 |                 |                 |                 |                 |                 |            |            |                |                |                |                |                |                |  |  |